# Pedro Bosch
Pedro Bosch Gimpera (Barcelona, 22 de marzo de 1891-Ciudad de México, 9 de octubre de 1974) fue un historiador —especialista en Prehistoria y Arqueología e Historia Antigua—, profesor universitario y abogado hispanomexicano. Catedrático y rector de la Universidad de Barcelona, se exilió en 1939 a México, donde prosiguió su labor académica.

## Biografía[1]
Pedro Bosch se licenció en Derecho y en Filosofía y Letras. Se doctoró en Letras en 1911 y en Historia en 1913, con la pretensión de llegar a ser profesor de griego. De 1911 a 1914, estudió como becario de filología griega, Prehistoria e Historia Antigua en Berlín, con una beca concedida por la Junta para Ampliación de Estudios. Ahí, el consejo de Wilamovitz-Moellendorff le hizo cambiar de rumbo y pasar de la lengua y literatura helénicas a la arqueología prehistórica. 
De 1916 a 1939, fue profesor de Historia Antigua y Media en la Universidad de Barcelona. En la misma época desempeñó el cargo de director del Servicio de Investigaciones Arqueológicas del Instituto de Estudios Catalanes. Dirigió la sección arqueológica de los museos de Barcelona entre 1916 y 1931, fue decano de la Facultad de Filosofía y Letras de 1931 a 1933 y rector de la Universidad entre 1933 y 1939. Implicado en la política catalana, fue conseller de Justicia de la Generalidad de Cataluña en el Gobierno de Lluís Companys. Junto con otros miembros del Gobierno de la Generalidad, fue encarcelado en 1934 en el barco Uruguay.
También ejerció su docencia en las universidades de Berlín (1921), Edimburgo (1936), Oxford (1939-1941), París (1961) y Heidelberg (1966), entre otras universidades europeas. Tras haberse exiliado de España al finalizar la Guerra Civil, desde 1941 fue profesor de la Universidad Nacional Autónoma de México, de la Escuela Nacional de Arqueología, cargos que desempeñó hasta su muerte, acaecida en 1974. Al igual que otros intelectuales y artistas (como Pablo Casals), no volvió a España.
Llegó a El Colegio de México en marzo de 1941 y estuvo en él hasta diciembre de 1945. Fue adscrito por El Colegio al Instituto Nacional de Antropología e Historia, y por encargo de dichas instituciones impartió en el Museo Nacional un curso sobre "Prehistoria del Viejo Mundo" (1941), en la Escuela Nacional de Antropología (1942), así como los cursos: "Historia de la cultura", "Etnotecnología y etnoeconomía", "Arqueología general" y "Prehistoria de Asia y Oceanía" (1943). Por encargo de El Colegio impartió cursos breves y conferencias en la Universidad de Guadalajara, la Universidad de Monterrey, la Sociedad de Geografía e Historia, el Ateneo Fuente, la Escuela Normal de Saltillo, la Universidad de La Habana, el Instituto Mexicano de Relaciones Culturales y la Unión de Profesores Españoles, entre otras. Durante el curso 1945-1946, impartió en la Facultad de Humanidades de la Universidad de San Carlos, de Guatemala los cursos de "Introducción a la Historia" e "Historia de España".
Además, fue director de la División de Filosofía y Humanidades de la Unesco (1948-1953) y secretario general de la Unión de Ciencias Antropológicas y Etnológicas (1953-1966). 
Adquirió la nacionalidad mexicana en 1942. Contrajo matrimonio con Josefina García Díaz. Fueron padres del historiador y profesor nacionalizado mexicano Carlos Bosch García.

## Reconocimientos
Los más destacados:
- Miembro honorario del Royal Anthropological Institute of Great Britain and Ireland
- Miembro honorario de la Society of Antiquaries de Londres
- Miembro honorario del Institut d'Estudis Catalans de Barcelona
- Miembro honorario del Deutsches Archaeologisches Institut de Berlín
- Miembro honorario de la Hispanic Society of America de Washington
- Miembro correspondiente de l'Académie des Inscriptions et Belles Lettres de París
- Miembro correspondiente de la Pontificia Academia Romana di Archeologia de Roma
- Miembro correspondiente de la Sociedad Arqueológica de Jutlandia

La biblioteca del Museo Nacional de las Culturas, en el Centro Histórico de la Ciudad de México, lleva su nombre. Se especializa en historia, antropología y la cultura de pueblos alrededor del mundo, antiguos y contemporáneos.

## Obras
- La historia catalana (1919)
- Fuego en el alma y la vida infierno (2002)
- La arqueología prerromana hispánica (1920)
- Historia de la Antigüedad. Historia de Oriente (1926)
- Etnología de la Península Ibérica (1932)
- El poblamiento antiguo y la formación de los pueblos de España (1945)
- El problema indoeuropeo (1960)
- El Próximo Oriente en la Antigüedad (1964)
- La Universitat i Catalunya (1969)
- Historia de Oriente (1971)
- La América precolombina (1971)
- Las raíces de Europa (1974)
- La América prehispánica (1974)